# 任大臣儀
任大臣儀（にんだいじんのぎ）とは、前近代日本において大臣任命の旨を宣命にて布告する儀式である。

## 概要
養老律令においては大臣は勅任（選叙令任官条）で公式令による勅旨にて任命されることになっていた（大宝律令もほぼ同じと推定される）。もっとも、奈良時代の早い時期から、音声言語である宣命によって勅任を任命する行為も行われていた（宣命を文章化したのが詔書であり、詔書そのものに法的効果があったわけではない）。勅旨による任命は中国の影響を受けて成立した文書による任命、宣命による任命は律令制成立以前から日本で行われてきた任命方式であった（王権を担う天皇自らの意思表明を重視したもの）であったと考えられている。勅旨による任命も宣命による任命も担当者がその趣旨が書かれた文書を読み上げる点では一緒であったが、後者の場合は他の貴族・官人がいる前で担当者（宣命使）が天皇の「おことば」を一字一句間違えずに読み上げることで内外に知らしめる意図があった。恐らくは、大王による大臣の任命が宣命によって行われ、大化の改新以降もそれが引き続き残されて律令制の大臣の任命手続まで引き継がれたとみられる。こうした伝統的な背景に加えて、奈良時代後半にはこれまで皇族しか任命されてこなかった太政大臣に人臣である藤原仲麻呂が任命され、僧侶である弓削道鏡がこれに続いた（当時の呼称はそれぞれ太師・太政大臣禅師）。こうしたこれまでの貴族社会の慣例を破る人事を実行するためには天皇が宣命の形で他の臣下たちに意思表明をすることで正統性を付与しようと考えられ、その後の大臣の任命でも宣命による任命が主流になっていく要因になったと考えられている。
さて、本項の任大臣儀の儀礼の多くは唐において開元20年（732年）に編纂された『大唐開元礼』の「臨軒冊命諸王大臣」に似ていることから、日本伝統の宣命による大臣任命の方式に『大唐開元礼』記載の儀礼の要素が組み合わせられて任大臣儀が成立し、律令で規定された勅旨による任命の対象から外されていった考えられている。『大唐開元礼』の日本への伝来は宝亀9年（778年）に帰国した遣唐使によるものと言われており、同年から実際に任大臣儀の記載が見られる『内裏式』が編纂された弘仁12年（821年）の間に成立したと考えられる。
さて、9世紀に編纂された『内裏式』と11世紀に編纂された『江家次第』では儀式の作法が細かいところで異なっている。
『内裏式』によれば、
1. 内裏の入り口である承明門とその外側の門である建礼門が開く。
2. 内弁を務める大臣（いなければ、中納言以上が行事として代行する）が殿上より舎人を召す。
3. 内裏の殿庭に入ってきた少納言に対して、大臣が刀禰を召すように命じる。
4. 少納言が建礼門外に出て大臣の命を伝えると式部省の官人が刀禰を率いて参入する。続いて、五位以上は殿庭に入って列し、六位以下は承明門外（建礼門内）にて列する。
5. 任命される者が参入する。
6. 内弁の大臣が天皇の宣命が書かれた文書を宣命を読み上げる宣命大夫（参議以上）に授ける。
7. 宣命大夫が紫宸殿階段下の版位と呼ばれる位置に移動する。
8. 宣命大夫が宣命を読み上げると、刀禰が称唯・再拝を行って退出
9. 任命された者が拝舞を行って退出
10. （列席者は退出するが）任命された者の親族が列席していれば、別に日華門以東の場所で拝舞する。

これに対し、『江家次第』によれば、
1. 事前に任命予定者には宣旨でその旨を伝え、前日に関係機関に開催を伝達、宣命作成や宣命使の任命は当日になってから行う。
2. 当日は天皇が紫宸殿に出御し、内弁は紫宸殿の南廂にある兀子に着席、参列する公卿は承明門外で待機する。
3. 内弁を務める大臣が殿上より舎人を召す。
4. 内裏の殿庭に入ってきた少納言に対して、大臣が刀禰を召すように命じる。
5. 少納言が建礼門外に出て大臣の命を伝えると式部省の官人が刀禰を率いて参入する。続いて、公卿は殿庭に入って列する。
6. 任命される者が参入しない。ただし、同日に任命される大納言以下参議以上の者は参入する。
7. 内弁が参入した公卿の中からあらかじめ決まっていた者を宣命使として紫宸殿に昇殿して内弁から宣命を受け取る。
8. 宣命使は軒廂で内弁が前庭の列に就くまで待機した後に版位と呼ばれる位置に移動する。
9. 宣命使が宣命を読み上げる。宣命は二段構成になっており前段の終了と後段の終了の際に参列者は再拝する。また、この大臣と同日に任命される大納言以下参議以上はこの宣命の中で任命のことが表明されるが、その対象者は再拝は行わない。
10. 列席者は退出して宣陽門から陣座に移るが、同時に任命された者はこの際に拝舞を行って退出する。
11. 閉門して近衛官人も退出すると、儀式本体は終了するが、続いて任命された大臣が儀式中待機していた直盧から射場殿に移動してそこで蔵人を介して奏慶の意を表すと共に大饗の開催申請の奏上を行う。
12. 任命された大臣は続いて東宮や中宮に拝謁して啓慶を行って退出する。
13. その後、新任の大臣が建春門から陽明門まで行列を組む御前儀が行われ、案内役の召使を先頭に外記・史・少納言・弁官・公卿（大臣を除く）・任命された大臣の順番で行列を組む。召使は陽明門前で、外記から弁官までは陽明門手前北面（左近衛府前）で列立し、公卿や新任の大臣が退出するのを見送る。
14. 新任の大臣が主宰する大饗が開催される。

『内裏式』と『江家次第』の間では基本的な枠組みでは変わらない部分と反対に大きく改変されている部分がある。まず、『新儀式』以降に確立された新任の大臣は事前に宣旨の形で大臣任命が通知されて当日の任大臣儀には参列せず、終了直後に奏慶を行って天皇に謝意を示す作法が成立している事である。これについては、承平6年（936年）に藤原忠平が太政大臣に任じられた時に初めて採用されたとされている。これについては公卿が自らの任官に直接関与するのを忌避すると共に万人の代表として主だった官人と刀禰に知らしめるのが目的になっていったという説と被任命者である忠平が摂政であった（摂政は天皇の代理としての側面があるため紫宸殿の天皇の側にいる義務がある）ための措置として臨時に行われたものが先例化したという説がある（本来摂政の地位にあることを理由にした欠席と言う特例が誤った先例となった結果、本来参列すべき新任の大臣が出席しなくなったと解せる）。また、儀式書では『西宮記』で初めて登場する中宮や東宮への啓慶や御前儀も忠平の時に成立した可能性が高い（前者は国母であった実妹・藤原穏子（朱雀天皇実母）への謝意の要素が東宮・中宮への啓慶の形で一般化、後者は儀式に参列しないことによって失われた大臣任命場面の可視化を目的とする）。なお、御前儀は本来はそのまま陽明門から大饗の会場である任命された大臣の邸宅へと続く性格を有していたが、儀礼化・形式化に伴って短縮されたと考えられている。また、任命後の大臣大饗も延喜14年（914年）の藤原忠平の右大臣任命の際に醍醐天皇の許可を得た事で初めて公的要素のある儀式として確立したと考えられている（それ以前にも大饗は存在したが、あくまでも大臣の私的性格を持っていた）。そして最大の違いは下級官人の無実化の進行に伴って参列者の構成が大きく変化したことで、10世紀前半には六位以下の官人は太政官の職員も含めて全面的に排除され、11世紀初頭までには儀式書には書かれていた四位・五位の官人も実際に儀礼に携わる者を除けば参列しない慣例が成立して公卿のみによる儀式となっていった。